# سام كوك (لاعب كريكت)
سام كوك (4 أغسطس 1997 بتشيلمسفورد في المملكة المتحدة - ) (بالإنجليزية: Sam Cook)‏ هو لاعب كريكت بريطاني. لعب مع نادي مقاطعة ساسكس للكريكت ‏ وLoughborough MCC University ‏.

## وصلات خارجية
- سام كوك على موقع إي آس بي آن كريك إنفو (الإنجليزية)